# Їржі Главачек
Їржі Главачек (чеськ. Jiří Hlaváček; 30 серпня 1927 — 20 січня 2002) — чеський міколог, голова Чеського мікологічного товариства та головний редактор Мікологічного збірника. Опублікував багато фахових статей, публікацій та редагував праці інших авторів.
Деякі таксони, що описав Главачеком:
- Білий гриб березовий (Boletus edulis subsp. betulicola (Vassilkov) Hlaváček 1994)
- Білий гриб цитриновий (Boletus reticulatus var. citrinus (A. Venturi) Hlaváček)
- Boletus engelii Hlaváček 2001
- Boletus carpinaceus (Boletus reticulatus subsp. carpinaceus (Velen.) Hlaváček 1994)
- Boletus caucasicus (Boletus luridus subsp. caucasicus (Singer ex Alessio) Hlaváček 1995)
- Rubroboletus rubrosanguineus (Boletus moseri Hlaváček)
- Boletus erythroteron (Boletus luridus subsp. erythroteron (Bezděk) Hlaváček 1995)
- Rubroboletus legaliae f. spinarii (Boletus spinarii Hlaváček 2000)